# Paul Senn
Pour les articles homonymes, voir Senn.
Paul Senn, né le 14 août 1901 à Rothrist et mort 25 avril 1953 à Berne, est un photographe suisse, photographe humaniste par excellence.
Son travail est principalement conservé à Berne et au Centre international de photojournalisme de Perpignan.

## Biographie

### Jeunesse et début de carrière
Après avoir suivi l'école primaire et secondaire à Berne, Senn, en 1917 fait un apprentissage de dessinateur en publicité et de retoucheur. À la fin de son apprentissage, il travaille dans différentes villes européennes puis dès 1922 comme graphiste à Lyon. Il devient, en 1924, photoreporter à la Basler Nachrichten (qui deviendra ensuite la Basler Zeitung), où ses premières photos sont publiées. De 1927 à 1928, il séjourne à Milan, Gênes, en Allemagne, Belgique, France et à Barcelone. Après ces voyages, il ouvre son propre atelier de graphisme et publicité à Berne.
Dans les années 1930, Senn travaille comme photoreporter pour la Zürcher Illustrierte et la Berner Illustrierte et voyage en France, Italie, Espagne et les Balkans. En 1937, Senn accompagne un convoi de secours lors de la guerre civile espagnole et fait un reportage qui paraît dans un numéro spécial de la Zürcher Illustrierte. Il documente notamment l'aide qu'apporte Ayuda Suiza aux enfants. Une exposition en 2019 sur Paul Senn et la Retirada présente les photographies de cette époque,,.
En 1939, il se rend aussi aux États-Unis.

### Seconde Guerre mondiale

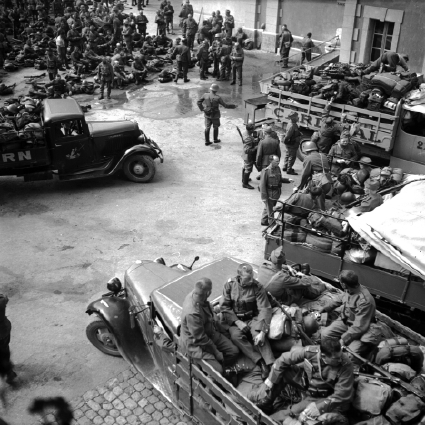
Mobilisation en 1939.

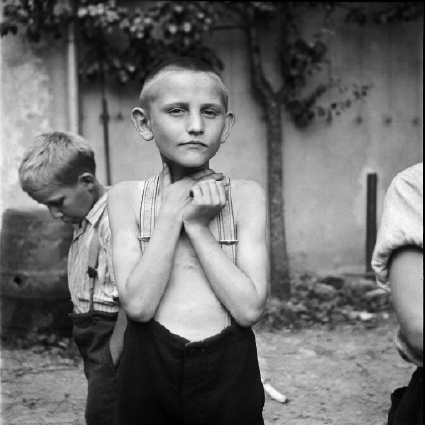
Un enfant au foyer de garçons de Sonnenberg. Le témoignage de Peter Surava et Paul Senn a conduit à la fermeture de l'institution et à la condamnation judiciaire de son dernier directeur.

Pendant la Seconde Guerre mondiale, Senn est mobilisé dans l'armée suisse comme photographe militaire au sein de la section Armée et Foyer. Après la disparition de la Zürcher Illustrierte en 1941, il travaille pour la Schweizer Illustrierte et pour Sie + Er. De 1942 à 1944, il parcourt le sud de la France à plusieurs reprises et fait un reportage sur les activités de l'Œuvre suisse d'entraide ouvrière et des travaux de reconstruction de Lyon.
Après la fin de la guerre en 1945, Paul Senn parcourt l'Europe pour la Croix-Rouge et le Don suisse pour les victimes de la guerre. Pour la Schweizer Illustrierte, il se rend, en 1946 aux États-Unis et visite New York et les communautés suisses implantées aux États-Unis. En 1947, il repart en mission pour le Don suisse pour les victimes de la guerre en Finlande puis en Allemagne où il photographie la reconstruction.
Son exposition sur le foyer de garçons de Sonnenberg à Lucerne de 1944 amorce la mise en cause des actions de Pro Juventute dans l'enlèvement et le placement forcé d'enfants yéniches et manouches,. Il collabore avec le journaliste Peter Surava, au journal de gauche Die Nation.
Un article de Peter Surava avec les photographies de Paul Senn est consacré à la Pouponnière valaisanne de Sion en 1944 et permet à la directrice de l'institution Marie-Rose Zingg de trouver le financement de son institution.

### Après-guerre
En 1950, il voyage en Allemagne, France, Italie et Angleterre. Il fonde, en 1951 avec Werner Bischof, Walter Läubli, Gotthard Schuh et Jakob Tuggener le Kollegium der Schweizerischen Fotografen ("Collège des photographes suisses").
À partir de son retour des États-Unis, Paul Senn est atteint d'un cancer du foie et des reins. Il meurt le 25 avril 1953 au Zieglersspital à Berne.

## Publications
- (de) Bauer und Arbeiter. 70 Photos von Paul Senn (préf. Arnold Kübler), Zürich, Büchergilde Gutenberg, 1943 (OCLC 5452687).

## Expositions (sélections)

### Expositions personnelles
- 31 janvier - 5 avril 1981 : Paul Senn : Photographien aus den Jahren 1930-1953, Kunsthaus, Zürich[11].
- septembre 1982 : Paul Senn. Bilder aus der Schweiz, , Kunstmuseum, Berne[12].
- 2 juillet - 25 août 1991 : Paul Senn : Künstlerporträts, Kunstmuseum, Berne.
- 7 juin - 2 septembre 2007 : Paul Senn, Fotoreporter, Kunstmuseum, Berne[13].
- 13 août - 22 septembre 2007 : Paul Senn. Farbfotografien 1946-1951, Schule für Gestaltung, Berne.
- 3 février - 3 novembre 2019 : Paul Senn : un photographe suisse dans la guerre d'Espagne et dans les camps français, Mémorial du Camp de Rivesaltes[2],[1].
- mars - 28 avril 2019 : Paul Senn, Couvent des Minimes de Perpignan[14].

### Expositions collectives
- 4 février - 16 mars 1986 : Ein Zeitbild 1930-1950 : Paul Senn, Hans Staub, Gotthard Schuh, drei Schweizer Photoreporter, Museum für Gestaltung, Bâle.